# Gaston Léopold Vincent Beuvain de Beauséjour
Gaston Léopold Vincent Beuvain de Beauséjour (* 5. April 1856 in Motey-Besuche, Frankreich; † 9. April 1910 in Besançon, Frankreich) war ein französischer Offizier, Historiker und Agrargewerkschafter.

## Leben
Als Sohn des Félix Beuvain de Beauséjour, Bürgermeister von Motey-Besuche und Conseiller d'arrondissement des canton de Pesmes, und der Caroline Juliette Colombe Lambert (de Richemont) entstammte er einer in der Franche-Comté niedergelassenen, heute ausgestorbenen Adelsfamilie der Normandie mit familiären Bindungen zur Schweiz. 
Am 9. November 1881 heiratete er Marie Thérèse Andrée d'Orival de Miserey, Tochter des Paul Ignace Férréol d'Orival de Miserey, Kammerpräsident am Appellationshof von Besançon, und der Marie Renée Terrier de Santans. 
Nachdem er das Polytechnikum und die École normale supérieure absolviert hatte, wurde er 1887 Capitaine des 4. Artillerieregiments, welchen Dienst er indessen 1890 wieder quittierte. In der Folge lebte er zwischen Besançon, dem Familiensitz in Motey-Besuche, wo er sich als Agrargewerkschafter engagierte, demjenigen seiner Schwiegerfamilie in Montagney und dem schon von seinem Vater erworbenen Manoir de Gottrau de Pensier dit de Combes in Autafond. 
Ab Februar 1897 war er Mitglied der Académie des sciences, belles-lettres et arts de Besançon et de Franche-Comté, die er 1910 präsidierte. 
Wie seine Cousins Paul-Félix Beuvain de Beauséjour und Henri Alexandre Beuvain de Beauséjour verfasste er verschiedene Werke über Geschichte und Archäologie. 
Nach ihm ist ein Platz in Motey-Besuche benannt.

## Werke
- mit Jules Gauthier L’église paroissiale de Pesmes et ses monuments. In: Congrès archéologique de Besançon. Band 58, 1891, S. 284–325.
- La Citadelle de Besançon sous Louis XIV et son premier gouverneur français Louis Fabri de Moncaut. 1892.
- Mémoires de l’abbé Lambert, dernier confesseur du Duc de Penthièvre, aumônier de la duchesse douairière d’Orléans (1791–1799). 1894.
- mit Charles Godard: Pesmes et ses seigneurs du XIIe au XVIIIe siècle. 1895.
- mit Charles Godard: Jean de Grandson, seigneur de Pesmes, et la fin d’une famille féodale dans le comté de Bourgogne au XVe siècle. 1906.